# Il Decamerone (film 1912)
Il Decamerone è un film muto italiano del 1912 diretto e interpretato da Gennaro Righelli, il primo ad essere ispirato al Decameron di Giovanni Boccaccio (1353).

## Trama
Il film è diviso in tre episodi:
- Andreuccio da Perugia;
- Il conte di Anguersa;
- Il palafreniere e la principessa.

### Primo episodio
Il giovane e inesperto mercante Andreuccio giunge in una grande città per comprare dei cavalli. Ma una nota e furba prostituta lo raggira, dicendogli di essere la sua sorellastra, concepita da un rapporto clandestino del padre con sua madre. Andreuccio si lascia ingannare e condurre in casa della donna, dove ben presto cade in una trappola di letame e viene derubato. Ma le disavventure del povero Andreuccio non sono finite perché, fuggito di casa, incontra due ladri che si stavano recando in una chiesa vicina per spogliare di tutti i suoi beni la salma di un noto vescovo morto qualche giorno prima. Andreuccio per ripagarsi della sua perdita, acconsente, ed inoltre è costretto, quando entra nel monastero, a calarsi nella tomba. Egli decide di tenersi l'anello vescovile per sé, mentre dona il resto ai ladri che, accorgendosi della mancanza del prezioso anello, lasciano Andreuccio dentro il sepolcro, chiudendocelo dentro. Poco dopo giungono altri banditi, guidati dal sagrestano di chiesa e Andreuccio, mordendo la coscia dell'uomo non appena apre la tomba, riesce a fuggire con l'anello tutto felice.

### Secondo episodio
Un noto conte della città di Anguersa viene accusato falsamente di un delitto e quindi allontanato e spogliato di tutti i suoi beni. Fortunatamente i suoi due figli che ha lasciato ad istruire presso l'Inghilterra, imparano un mestiere e guadagnano molti soldi. Così il nobile uomo quando torna dalla sua prigionia viene assoldato dal re di Francia per una guerra e, fattosi onore, torna felice e ricco coi due figli.

### Terzo episodio
Nell'ultima novella del film, i protagonisti sono un povero stalliere e una bella principessa. Tuttavia sebbene i due si amino, a causa della loro condizione economica e sociale molto diversa, dovranno rendersi conto della tetra realtà.